# Campionato europeo femminile di pallacanestro 1950
Il 2º Campionato Europeo Femminile di Pallacanestro FIBA si è svolto a Budapest, in Ungheria dal 14 al 20 maggio 1950.

## Risultati

### Turno preliminare
Le squadre partecipanti vengono divise in 3 gironi da 4. Le prime due di ogni girone accedono al gruppo per le medaglie, mentre le rimanenti squadre, accedono al girone di classificazione dal 7º al 12º posto.

#### Gruppo A
| Team                | V - P | Pts | Diff |
| ------------------- | ----- | --- | ---- |
| 1. Unione Sovietica | 3 - 0 | 6   | +162 |
| 2. Francia          | 2 - 1 | 5   | −34  |
| 3. Romania          | 1 - 2 | 4   | −55  |
| 4. Belgio           | 0 - 3 | 3   | −73  |

| Budapest 14 maggio 1950 | Unione Sovietica | 91 – 31 | Belgio |  |

| Budapest 14 maggio 1950 | Francia | 39 – 26 | Romania |  |

| Budapest 15 maggio 1950 | Romania | 49 – 41 | Belgio |  |

| Budapest 15 maggio 1950 | Unione Sovietica | 72 – 20 | Francia |  |

| Budapest 16 maggio 1950 | Unione Sovietica | 66 – 16 | Romania |  |

| Budapest 16 maggio 1950 | Belgio | 45 – 50 | Francia |  |

#### Gruppo B
| Team        | V - P | Pts | Diff |
| ----------- | ----- | --- | ---- |
| 1. Ungheria | 3 - 0 | 6   | +149 |
| 2. Polonia  | 2 - 1 | 5   | +32  |
| 3. Austria  | 1 - 2 | 4   | −54  |
| 4. Israele  | 0 - 3 | 3   | −127 |

| Budapest 14 maggio 1950 | Polonia | 52 – 18 | Austria |  |

| Budapest 14 maggio 1950 | Ungheria | 95 – 13 | Israele |  |

| Budapest 15 maggio 1950 | Israele | 12 – 32 | Austria |  |

| Budapest 15 maggio 1950 | Polonia | 38 – 51 | Ungheria |  |

| Budapest 16 maggio 1950 | Ungheria | 62 – 22 | Austria |  |

| Budapest 16 maggio 1950 | Polonia | 44 – 19 | Israele |  |

#### Gruppo C
| Team              | V - P | Pts | Diff |
| ----------------- | ----- | --- | ---- |
| 1. Cecoslovacchia | 3 - 0 | 6   | +89  |
| 2. Italia         | 2 - 1 | 5   | +91  |
| 3. Paesi Bassi    | 1 - 2 | 4   | −82  |
| 4. Svizzera       | 0 - 3 | 3   | −98  |

| Budapest 14 maggio 1950 | Italia | 71 – 17 | Paesi Bassi |  |

| Budapest 14 maggio 1950 | Cecoslovacchia | 70 – 16 | Svizzera |  |

| Budapest 15 maggio 1950 | Paesi Bassi | 30 – 29 | Svizzera |  |

| Budapest 15 maggio 1950 | Italia | 34 – 40 | Cecoslovacchia |  |

| Budapest 16 maggio 1950 | Cecoslovacchia | 48 – 19 | Paesi Bassi |  |

| Budapest 16 maggio 1950 | Italia | 61 – 18 | Svizzera |  |

### Girone Finale

#### 1º-6º posto
| Team                | V - P | Pts | Diff |
| ------------------- | ----- | --- | ---- |
| 1. Unione Sovietica | 5 - 0 | 10  | +222 |
| 2. Ungheria         | 4 - 1 | 9   | +39  |
| 3. Cecoslovacchia   | 3 - 2 | 8   | −1   |
| 4. Francia          | 2 - 3 | 7   | −60  |
| 5. Italia           | 1 - 4 | 6   | −49  |
| 6. Polonia          | 0 - 5 | 5   | −151 |

| Budapest 17 maggio 1950 | Cecoslovacchia | 41 – 81 | Unione Sovietica |  |

| Budapest 17 maggio 1950 | Italia | 39 – 20 | Polonia |  |

| Budapest 17 maggio 1950 | Ungheria | 56 – 49 | Francia |  |

| Budapest 18 maggio 1950 | Cecoslovacchia | 52 – 22 | Francia |  |

| Budapest 18 maggio 1950 | Unione Sovietica | 87 – 19 | Polonia |  |

| Budapest 18 maggio 1950 | Ungheria | 29 – 28 | Italia |  |

| Budapest 19 maggio 1950 | Polonia | 26 – 43 | Francia |  |

| Budapest 19 maggio 1950 | Unione Sovietica | 65 – 16 | Italia |  |

| Budapest 19 maggio 1950 | Ungheria | 49 – 32 | Cecoslovacchia |  |

| Budapest 20 maggio 1950 | Polonia | 20 – 40 | Cecoslovacchia |  |

| Budapest 20 maggio 1950 | Francia | 63 – 51 | Italia |  |

| Budapest 20 maggio 1950 | Ungheria | 32 – 45 | Unione Sovietica |  |

#### 7º-12º posto
| Team           | V - P | Pts | Diff |
| -------------- | ----- | --- | ---- |
| 1. Romania     | 5 - 0 | 10  | +63  |
| 2. Belgio      | 4 - 1 | 9   | +50  |
| 3. Svizzera    | 2 - 3 | 7   | −2   |
| 4. Austria     | 2 - 3 | 7   | −18  |
| 5. Israele     | 1 - 4 | 6   | −51  |
| 6. Paesi Bassi | 1 - 4 | 6   | −42  |

| Budapest 17 maggio 1950 | Svizzera | 28 – 21 | Israele |  |

| Budapest 17 maggio 1950 | Austria | 31 – 47 | Belgio |  |

| Budapest 17 maggio 1950 | Paesi Bassi | 25 – 27 | Romania |  |

| Budapest 18 maggio 1950 | Austria | 26 – 28 | Svizzera |  |

| Budapest 18 maggio 1950 | Romania | 41 – 21 | Israele |  |

| Budapest 18 maggio 1950 | Paesi Bassi | 24 – 41 | Belgio |  |

| Budapest 19 maggio 1950 | Israele | 28 – 50 | Belgio |  |

| Budapest 19 maggio 1950 | Romania | 34 – 27 | Svizzera |  |

| Budapest 19 maggio 1950 | Austria | 26 – 20 | Paesi Bassi |  |

| Budapest 20 maggio 1950 | Israele | 39 – 21 | Paesi Bassi |  |

| Budapest 20 maggio 1950 | Belgio | 32 – 29 | Svizzera |  |

| Budapest 20 maggio 1950 | Austria | 16 – 42 | Romania |  |

## Classifica finale
| Campione d'Europa | Campione d'Europa | Campione d'Europa |
| --- | ----------------- | --- |
| Unione Sovietica3 Maksimel'janova, 4 Moiseeva, 5 Mament'eva, 6 Maksimova, 7 Alekseeva, 8 Evg. Rjabuškina, 9 Kopylova, 10 Evd. Rjabuškina, 11 Pimenova, 12 Charitonova, 13 V. Rjabuškina, 15 Stasjuk, 16 Burdina, All. Konstantin Travin |                   | |
| Argento | Ungheria          | Ungheria3 Sziklai, 4 Hajós, 5 Csúcs, 6 Nagy, 7 I. Fekete, 8 Szolcsányi, 9 Pirik, 10 Vékony, 11 M. Szabó, 12 Sztankó, 14 Bagi, 16 H. Szabó, 17 M. Fekete, 18 Obermayer, All. János Gyimesi                           |
| Bronzo | Cecoslovacchia    | Cecoslovacchia3 Scheinostová, 4 Frágnerová, 5 Tomášková, 6 Pátková, 7 Bartlová, 8 Mirovická, 9 Šolcová, 10 Hejná, 11 Kučerová, 12 Preussová, 13 Kopáčková, 14 Dobrá, 15 Holešovská, 16 Peyrková, All. Lubomír Dobrý |
| 4. | Francia           | Francia3 Langlois, 4 Merle, 5 Boisset, 6 Bonfils, 7 Colchen, 8 Ballue, 9 Robert, 10 Savelli, 11 Henry, 12 Neyraud, 13 Béjaud, 14 Patru, 15 Tavert, 16 Sajous, All. Robert Busnel                                    |
| 5. | Italia            | Italia3 Cipriani, 4 Folliero, 5 L. Ronchetti, 6 Bertea, 7 F. Ronchetti, 8 Caciolli, 9 Buttini, 10 Tommasini, 11 Pierucci, 12 Rozzo, 13 Branzoni, 14 Giamporcaro, 15 Bradamante, 16 Guidi, All. Enrico Garbosi       |
| 6. | Polonia           | Polonia3 Czopek, 4 I. Kamecka, 5 Mamińska, 6 Gruszczyńska, 7 M. Kamecka, 8 Dziadkiewicz, 9 Wardyńska, 10 Peters, 11 Węgrzynowicz, 12 Rogowska, 13 Parszniak, 14 Tkaczyk, All. Walenty Kłyszejko                     |
| 7. | Romania           | Romania5 Sădeanu, 6 Niculescu, 7 Raianu, 8 Thomas, 9 Deli, 10 Moldovan, 11 Kiss, 12 Pencz, 13 M. Cristea, 14 J. Cristea, 15 Rostash, 16 Halasz, 17 Zoldi, 18 Maimon, All. -                                         |
| 8. | Belgio            | Belgio3 Van Geert, 4 Verset, 5 Polspoel, 6 Neus, 7 Thijs, 8 Van Mol, 9 Knaepen, 10 Herbener, 11 Vandervecken, 12 D'Hoossche, 13 Helsen, 14 Meirsonne, 15 Loly, 16 LeClercq, All. -                                  |
| 9. | Svizzera          | Svizzera3 Ducret, 4 Vaniaux, 5 Guichard, 6 Schneider, 7 Pfeuti, 8 Renevier, 9 Dutoit, 10 Bärtschi, 11 Kopf, 12 Mermoud, 14 Hugonnet, 20 Chevalier, All. -                                                           |
| 10. | Austria           | Austria3 H. Ivan, 4 Zoufaly, 5 A. Ivan, 6 Lechner, 7 Dambock, 8 Bruckler, 9 Priborska, 10 Czech, 13 Hantschel, 15 Kronenbitter, 16 Bohmann, 17 Zaloudek, 18 Ganglberger, All. -                                     |
| 11. | Israele           | Israele3 Kaminer, 5 Schwarz, 6 Datoynnik, 7 Hadra, 8 Samban, 9 Bronstein, 10 Giladi, 11 Nudel, 13 Carp, 15 Epstein, 16 Metal, 17 Silberstein, 19 Ofir, 20 Hafner, All. -                                            |
| 12. | Paesi Bassi       | Paesi Bassi3 Brun, 4 Schildkamp, 5 van Petten, 6 Woudhuizen, 7 Jansen, 8 de Weert, 9 van Beek, 12 Kanne, 13 F. van Dam, 14 H. van Dam, All. -                                                                       |